# Teatre Grec
|  | Per al teatre a l'antiga Grècia, vegeu Teatre grec. |

El Teatre Grec és un teatre a l'aire lliure a Barcelona, situat al carrer de Santa Madrona de Barcelona, a la muntanya de Montjuïc. Va ser dissenyat i construït l'any 1929 amb motiu de l'Exposició Internacional celebrada a Barcelona, inspirant-se en el Teatre d'Epidaure. Els arquitectes van ser Ramon Reventós i Nicolau Maria Rubió i Tudurí.

## Descripció
Està ubicat en una antiga pedrera de la muntanya, la paret tallada de la qual fa la funció d'escena del teatre. La superfície és de 460 m² i té un aforament de 1.900 espectadors.
Al costat del teatre hi ha uns jardins, dissenyats per Rubió i Tudurí i Jean-Claude Nicolas Forestier, així com un pavelló que inicialment estava dissenyat per a concerts musicals i avui és un restaurant.
S'hi celebren representacions artístiques de forma esporàdica, especialment a l'estiu. La resta de l'any està obert al públic com a parc.

## Història
L'any 1932, Margarida Xirgu va representar-hi Electra, de Sòfocles. En acabar la Guerra Civil, el teatre va quedar abandonat fins a la seva reinauguració l'estiu de l'any 1952 amb Edip rei, també de Sòfocles, per iniciativa de Mercedes de la Aldea i reprengué un cert ritme de representacions al setembre. Els anys 1955 i 1956, en temporades dirigides per Dolly Latz, s'hi representà teatre grec: Sòfocles, Eurípides, Èsquil… L'any 1957, Esteve Polls hi va representar Juli Cèsar, de Shakespeare, en català. Tanmateix sobretot s'hi van representar moltes obres de teatre clàssic en castellà o traduïdes al castellà (Èsquil, Giraudoux, Montherlant, etc.). I el 1960 Núria Espert s'atreví a fer-hi un Hamlet en el qual ella feia el paper masculí protagonista, com havia fet Sarah Bernhardt en el passat.
Entre els anys 1969 i 1972 va estar tancat. Entre 1973 i 1975 va ser gestionat de forma privada per Maria Lluïsa Oliveda, que ja programà unes temporades en què alternava la dansa, la música i el teatre. Després, se'n va fer càrrec l'Assemblea d'Actors i Directors, que va programar un festival de caràcter autogestionari. Novament en mans municipals, l'any 1976 s'hi va celebrar la primera edició del Festival Grec. Després d'un tancament l'any 1978, amb l'arribada del primer ajuntament democràtic la història del Teatre Grec es reemprengué per esdevenir des d'aleshores el centre del festival d'estiu de Barcelona.

## Actuacions i representacions
Una mostra de les representacions de tots aquests anys:
- 1933. Medea, de Sèneca. Versió de Miguel de Unamuno. Amb Margarida Xirgu i Enric Borràs.
- 1952. Edipo rey, de Sòfocles. Direcció: Mercedes de la Aldea i Juan German Schroeder.
- 1955. Antígona, de Sòfocles, adaptació de José María Pemán. Cia Ciudad Condal, dirigida per Dolly Latz.
- 1957. Juli Cèsar, de William Shakespeare. Trad. de Josep Maria de Sagarra. Cia.Teatro Experimental de Barcelona, dirigida per Esteve Polls (primera representación en català)
- 1959. César y Cleopatra, de Bernard Shaw. Companyia d'Adolfo Marsillach.
- 1960. La casa de te de la luna de agosto, de John Patrick. Cia. Lope de Vega. Director: José Tamayo
- 1960. Julio César, de William Shakespeare. Versió de José María Pemán. Companyia Lope de Vega. Director: José Tamayo.
- 1961. En Flandes se ha puesto el sol, d'Eduardo Marquina. Cia. Lope de Vega. Director: José Tamayo.
- 1961. El cardenal de España, de Henry de Montherlant
- 1963. La sirena varada, d'Alejandro Casona. Companyia de Núria Espert. Director: Armand Moreno
- 1963. Maria Rosa, d'Àngel Guimerà. Companyia de Núria Espert. Director: Esteve Polls.
- 1964. Calígula, d'Albert Camus. Cia. Lope de Vega. Director: José Tamayo. Amb José María Rodero.
- 1973. La Moscheta, d'Angelo Beolco Ruzzante. Director: Ventura Pons. Amb Coralina Colom, Joaquim Cardona i Ramon Teixidor.
- 1973. La comèdia dels errors, de Shakespeare. Trad. de Josep Maria de Sagarra. Director: Josep Anton Codina. A càrrec de l'Escola de Teatre de l'Orfeó de Sants.
- 1975. Ronda de mort a Sinera, de Ricard Salvat sobre textos de Salvador Espriu. Companyia Adrià Gual.
- 1976. Divinas palabras, de Ramón María del Valle Inclán. Direcció: Víctor García. Amb Núria Espert.
- 1977. Joana d'Arc, el matador del cavall blanc. Bread and Puppet Theatre, dirigit per Peter Schumann.
- 1979. Antígona, d'Espriu. Grup d'Estudis Teatrals d'Horta, direcció de Josep Maria de Segarra i Josep Montanyès. Vestuari de Fabià Puigserver. Inauguració del Festival Grec.[5]